# Werner Wittig (Radsportler)
Werner „Dutch“ Wittig (* 23. Mai 1909 in Berlin; † 4. Februar 1992 in Paterson, New Jersey, Vereinigte Staaten) war ein deutscher Radsportler.

## Biografie
Werner Wittig (auch Werner Lange-Wittig), der in den Vereinigten Staaten lebte, nahm an den Olympischen Sommerspielen 1932 in Los Angeles teil. Im Einzelzeitfahren belegte er den 28. Rang und in der Mannschaftswertung den achten Platz.